# Butafenacil
Butafenacil ist ein Pflanzenschutzwirkstoff aus der Gruppe der Herbizide. Genauer handelt es sich um ein Protox-Herbizid, bei dem der aromatische Ring an einen heterozyklischen Ring gebunden ist. Zu dieser Gruppe zählen auch Saflufenacil und Flupropacil.

## Eigenschaften
Butafenacil wurde 2002 als ergänzender Bestandteil von zwei neuen Produkten – Logranfi B-Power (ein Mix aus Triasulfuron und Butafenacil) für die Bekämpfung von Gras und Unkräutern in Weizen, und Touchdown B-Power (ein Mix aus Glyphosat und Butafenacil), zur Bekämpfung von Gras und Unkräutern bei Getreidepflanzen.
Butafenacil hemmt das Enzym Protoporphyrinogenoxidase, das die Oxidation von Protoporphyrinogen IX zu Protoporphyrin IX katalysiert. Außerdem wurde erkannt, dass Butafenacil Anämie bei Zebrafischembryonen auslöst. Es könnte damit eine Positivkontrolle für die Identifizierung von Anämie- und Porphyria-Variegata hervorrufenden Chemikalien darstellen.

## Anwendung
Butafenacil dient der Bekämpfung von verschiedenen Unkräutern u. a. in Weizen, Brachflächen, Getreidepflanzen und Forstplantagen.

## Zulassung
In Deutschland ist dieser Wirkstoff nicht zugelassen.